# Glannes
Glannes is een gemeente in het Franse departement Marne (regio Grand Est) en telt 149 inwoners (1999). De plaats maakt deel uit van het arrondissement Vitry-le-François.

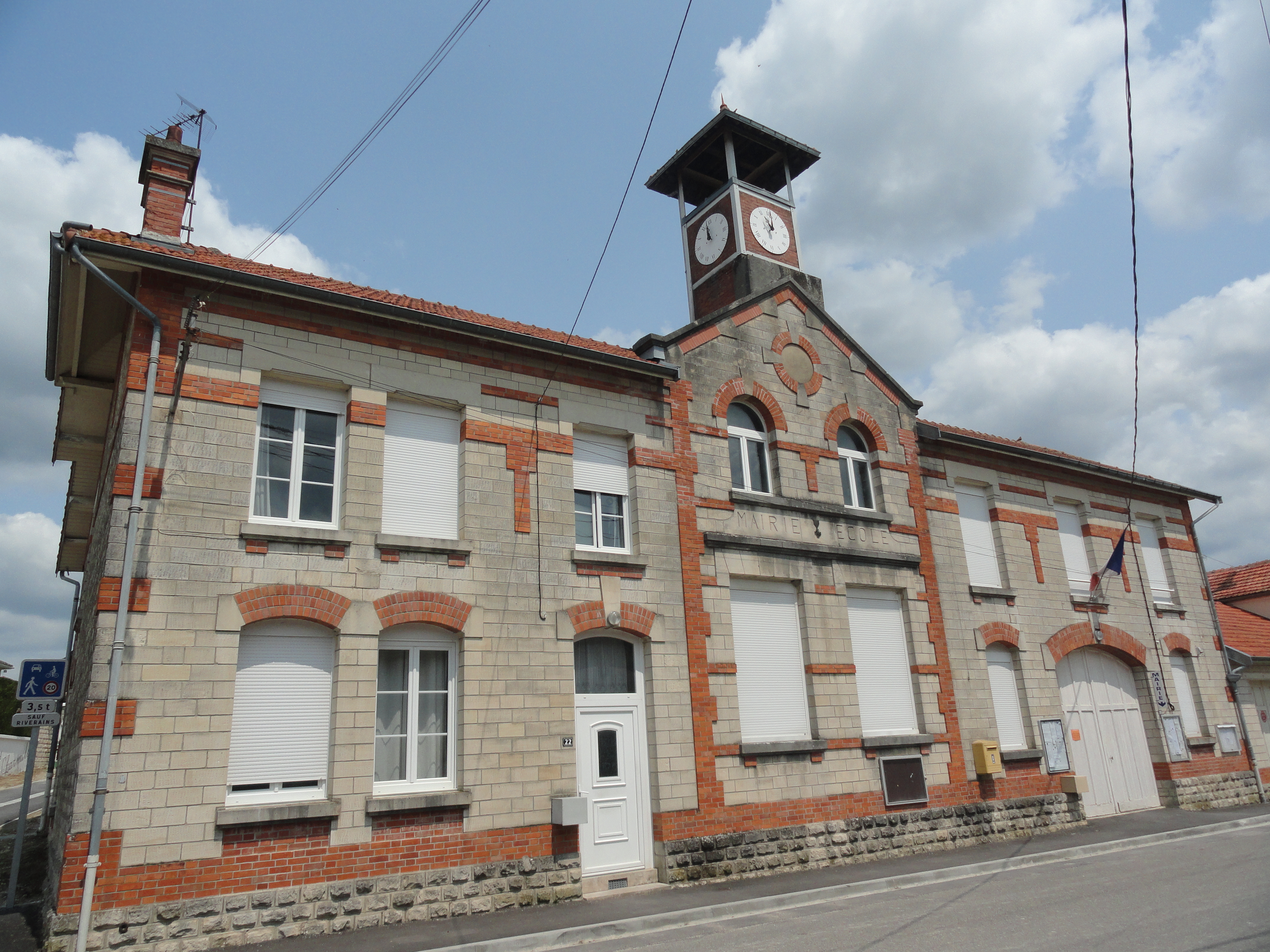
Gemeentehuis
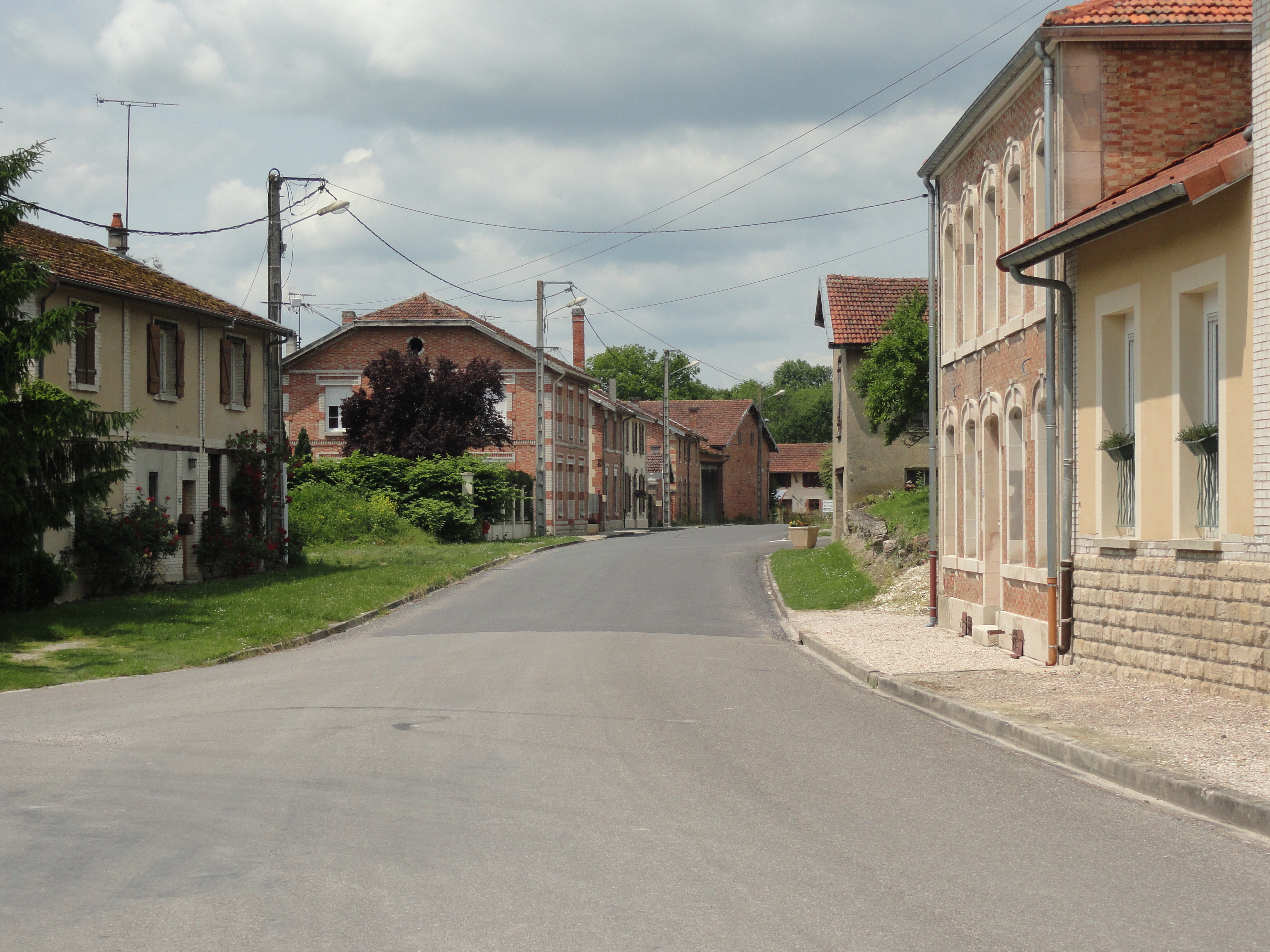
Straat in Glannes

## Geografie
De oppervlakte van Glannes bedraagt 13,2 km², de bevolkingsdichtheid is 11,3 inwoners per km².
De onderstaande kaart toont de ligging van Glannes met de belangrijkste infrastructuur en aangrenzende gemeenten.

## Demografie
Onderstaande figuur toont het verloop van het inwonertal (bron: INSEE-tellingen).